# 島風〜夢来人の唄〜
「島風〜夢来人の唄〜」（しまかぜ むらびとのうた）は、シンガーソングライター・RYOEIの8枚目のシングル。2010年8月18日にYOSHIMOTO R and Cから沖縄県限定で発売された。

## 解説
- 2009年8月のメジャーデビュー曲「ひらり」から1年ぶりのシングル。
- 表題曲はTBS系『紳助社長のプロデュース大作戦!』内の企画「宮古島活性化プロジェクト」の一環で開かれた民宿『夢来人』のテーマソング。発売日は民宿オープンの前日である[3]。
- カップリングに同企画の出演者であったお笑いコンビ・レギュラー（実際には松本康太のソロである）の「信じる気持ち」が収録されており、ジャケット写真に写っているのはRYOEIではなくレギュラーの二人である[4]。両A面シングルという扱いかどうかははっきりしていない。
- タワーレコード那覇店が発表した「2010年沖縄音楽チャート」で1位を記録した[5]。
- 沖縄音楽で構成されたアルバム『てぃんがーら』（2011年3月発売）に収録。自身のバックアップを続けていた島田紳助が芸能界を引退する前の作詞・プロデュースをした最後のシングルであり、しばらくメジャーレーベルからのCDシングルのリリースは途絶えていたが、2015年4月15日に「恋をした/好きになってもいいですか」が発売され、約4年8か月ぶりにメジャーレーベルからのCDシングルのリリースとなった。なお「好きになってもいいですか」は紳助が作詞している。

## 収録曲
1. 島風〜夢来人の唄〜
  - 作詞：カシアス島田、作曲：RYOEI、編曲：坂本秀一

TBS系『紳助社長のプロデュース大作戦!』民宿『夢来人』企画・テーマソング
2. 信じる気持ち / レギュラー
  - 作詞：カシアス島田、作曲：TOZY、編曲：坂本秀一

同企画・挿入歌
3. 島風〜夢来人の唄〜（カラオケ）
4. 信じる気持ち（カラオケ）